# Bernd Heinl
Bernd Heinl (* 11. Dezember 1947 in München) ist ein deutscher Kameramann.

## Leben
Bernd Heinl wuchs in München auf und absolvierte eine Fotolehre. Nach einem Praktikum wurde er zunächst Kameraassistent und ab 1977 Kameramann bei Werbe- und Industriefilmen.
1979 debütierte er beim Spielfilm mit Udo Lindenbergs Panische Zeiten. Bekannt wurde er 1987 durch Percy Adlons Out of Rosenheim mit Marianne Sägebrecht. Seit 1986 lebt er in den USA, wo er zahlreiche Filme für das Kino und für das Fernsehen drehte.

## Filmografie
- 1980: Panische Zeiten
- 1980: Asphaltnacht
- 1981: Die Zeit dazwischen
- 1982: Der Fan
- 1983: Flucht nach vorn
- 1983: Das Gold der Liebe
- 1983: Inflation im Paradies
- 1984: Kerbels Flucht
- 1985: André schafft sie alle
- 1985: Wochenendgeschichten (Fernsehserie)
- 1986: Auf Achse (Fernsehserie)
- 1986: Manuel
- 1987: Reginald LeBorg - Man nannte mich den Alleskönner
- 1987: Das Gesetz der ehrenwerten Familie (Blood Vows: The Story of a Mafia Wife)
- 1987: Das Recht zu sterben (Right to Die)
- 1987: Out of Rosenheim
- 1988: Die Gerechten (The Town Bully)
- 1989: Schattenreich des Todes (From the Dead of Night)
- 1989: Rosalie Goes Shopping
- 1990: Murder C.O.D. (Cash for Killing)
- 1990: Tödliche Visionen (Disturbed)
- 1991: Fluch der Leidenschaft (Red Wind)
- 1991: Der Ritter aus dem All (Suburban Commando)

|width="50%" valign="top"|
- 1992: Die total beknackte Nuß (The Nutt House)
- 1993: Bodies, Rest and Motion - Liebe im Quadrat (Bodies, Rest & Motion)
- 1993: Top of the World
- 1993: Younger and Younger (Younger and Younger)
- 1993: Claude
- 1994: Fesselnde Versuchung (Private Lessons: Another Story)
- 1995: Morty (The Fear)
- 1996: Last of the High Kings (The Last of the High Kings)
- 1996: Mr. Traffic (Pie in the Sky)
- 1997: In letzter Konsequenz (Julian Po)
- 1998: Skidmarks - Blutspuren (Johnny Skidmarks)
- 1998: Bad Girl - Mord ist keine Lösung (Wicked)
- 1999: Kimberly
- 2000: Der kleine Vampir
- 2003: Milwaukee, Minnesota
- 2004: Das perfekte Paar (Perfect Opposites)
- 2004: 30 Days Until I’m Famous – In 30 Tagen berühmt (30 Days Until I’m Famous) (Fernsehfilm)
- 2005: Neighborhood Watch (Neighborhood Watch - Dead Next Door)
- 2005: Possibility
- 2006: Big Top Winkle
- 2006: Jesus, Mary and Joey
- 2007: Tao of the Golden Mask